# Edward Smith (advokat)
Edward Smith, född 13 mars 1803 i Strömstad, död 26 september 1868 i Strömstad, var en svensk advokat, vice häradshövding, målare och tecknare.
Han var son till skeppsredaren Rutger Smith och Margaretha Stiegler och från 1842 gift med Ada Dassau (Dassow). Efter juridiska studier var Smith verksam som advokat i Strömstad och tjänstgjorde där en tid som tillförordnad borgmästare. Smith var kulturellt begåvad och trakterade fiol, komponerade och skrev verser till stadens små evenemang. Han studerade en tid vid en konstskola i Göteborg och utförde därefter flera porträtteckningar, karikatyrer samt motiv från Strömstad och dess omgivningar. På äldre dagar drabbades han av starkt nedsatt synförmåga och skaffade sig då en liten sidoinkomst som medhjälpare till sin syster Emilie Flygare-Carlén i hennes författarskap.